# ماست کنگر
ماست کنگر یا بورانی کنگر یکی از یکی از مخلفات قدیمی ایرانی است که در فصل بهار بسیار مورد استفاده قرار می‌گیرد. از آن جایی که کنگر یه گیاه خودرو است و در استان‌هایی مثل استان فارس و چهارمحال و بختیاری رویش دارد، ماست کنگر در این استان‌ها محبوبیت زیادی دارد.
یکی از رسوم شیرازی‌ها در عید نوروز این است که ماست کنگر را همراه با هفت سین در سفره عید می‌گذارند.

## طرز تهیه ماست کنگر شیرازی
برای تهیه ماست کنگر خوشمزه بهاری نیز باید کنگرها را بپزید، اما نباید کنگرها له شوند. بعد از خنک شدن کنگرها به آنها دوغ کفیر گازدار اضافه کنید، طوری که دوغ کاملاً سطح کنگر را بپوشاند.
حالا ظرف حاوی دوغ و کنگر را باید به مدت یک تا دو روز در یخچال نگهداری کنید. بعد از این مدت ماست سفت را به ظرف کنگر و دوغ اضافه نمایید. در نهایت نمک، فلفل سیاه، نعنا خشک و سیر له شده را به سایر مواد بورانی اضافه کنید و همه مواد را با هم ترکیب نمایید. دوباره ظرف را داخل یخچال قرار دهید تا بورانی ماست کنگر شما کاملاً جا بیفتد.